# Christophe Le Grix
Christophe Le Grix est un footballeur français, né le 27 août 1973 à Caen. Il évoluait au poste de milieu de terrain. 
Christophe Le Grix compte 17 matchs en Ligue 1, 126 matchs en Ligue 2 et 1 match en Ligue des Champions.
Il est marié depuis sept ans et est père d'un garçon.

## Carrière
- 1991-1994 :  SM Caen (D1, 2 matchs)
- 1994-1996 :  ES Troyes AC (National, 33 matchs, 1 but)
- 1996-1997 :  Saint-Brieuc (D2, 24 matchs, 2 buts)
- 1997-1998 :  FC Lorient (D2, 37 matchs, 6 buts)
- 1998-déc. 1998 :  FC Metz (D1, 1 match)
- janv. 1999-1999 :  FC Lorient (D1, 14 matchs, 1 but)
- 1999-2000 :  FC Lorient (D2, 22 matchs, 1 but)
- 2000-2001 :  SM Caen (D2, 17 matchs, 1 but)
- 2001-2002 :  SM Caen (L2, 11 matchs)
- 2002-2003 :  Dives-sur-Mer (CFA 2)
- 2003-2004 :  FC Istres (L2, 15 matchs)[1]